# Biel Jordà i Ramis
Biel Jordà i Ramis és un director de teatre, professor i dramaturg balear. Va néixer a Mallorca el 1971. És professor d'escenificació i interpretació a l'Escola superior d'art dramàtic de les Illes Balears.
Va ser format a l'Institut del Teatre de Barcelona i l'escola de circ The Circus Space de Londres. Des del 1998 és director de les companyies teatrals Res de Res i En Blanc, que cerquen un teatre integrant el llenguatge escènic del circ amb la narració teatral.
Fa part d'una sèrie d'autors-actors que des dels anys noranta del segle passat van contribuir a professionalitzar el teatre d'autor mallorquí. Amb Marta Barceló i Femenías va fundar la productora Res de Res & En Blanc, que aixopluga dues companyies i que ha creat el Centre d'investigació escènica (C.IN.E) a Sineu, inaugurat del 2016. Amb Res de Res, un referent en el món del teatre-circ ha voltat per mig món.
Obres i escenografies destacades
- El ball de les Balenes (1998), Premi Teatre Principal de Palma (1997)[8][9]
- Ícars (2000), obra teatral sense paraules[4]
- Mallorca, un viatge a l'interior (2006)  amb música de Joan Martorell Adrover
- Maria? (2009) per la companyia En Blanc[10]
- Remor (2015)
- Fuga (2016)